# Cape Campbell
Cape Campbell, in der Sprache der Māori Te Karaka genannt, ist ein Kap im Marlborough auf der Südinsel von Neuseeland.

## Namensherkunft
Das Kap wurde nach einem schottischen Vizeadmiral namens John Campbell benannt, der 1740 die Welt umsegelte.

## Geographie
Cape Campbell befindet sich 35 km südöstlich von Blenheim am östlichen Ende der Clifford Bay. Nördlich und nordöstlich erstreckt sich die Cook Strait und östlich des Kaps der Pazifische Ozean. Zu erreichen ist das Kap vom New Zealand State Highway 1 aus über die Marfells Beach Road entlang des Lake Grassmere/Kapara Te Hau, der Cape Campbell Road und anschließend über die Küstenstraße der Lighthouse Road.
Das Kap besitzt die Form eine Dreiecks, dass zur Spitze hin einen nach Norden abzweigenden, gut einen Kilometer langen Zipfel bildet. In der Verlängerung dieses Zipfels erstreckt sich ein gut einen Kilometer langes Riff in die Cook Strait hinein.
Zusammen mit dem Cape Palliser, rund 80 km nordöstlich an der Südspitze der Nordinsel, gelegen, bilden die beiden Kaps den östlichen Eingang zur Cook Strait.

## Cape Campbell Lighthouse
An der Spitze des Kaps befindet sich auf dem letzten Hügel vor dem Meer, auf einer Höhe von 47 m das Cape Campbell Lighthouse. Es wurde 1870 in Betrieb genommen und gilt mit als der älteste Leuchtturm des Landes. Der Leuchtturm wurde 1986 automatisiert und ist weiterhin in Betrieb.

## Filmkulisse
Das Kap und der Leuchtturm spielten 2014 eine Rolle im Film The Light Between Oceans, der 2016 in die Kinos kam.